# Graniczna Placówka Kontrolna Straży Granicznej w Koniecznej
Graniczna Placówka Kontrolna Straży Granicznej w Koniecznej – zlikwidowana graniczna jednostka organizacyjna Straży Granicznej wykonująca kontrolę graniczną osób, towarów i środków transportu bezpośrednio w drogowym przejściu granicznym na granicy państwowej z Republiką Słowacką.

## Formowanie i zmiany organizacyjne
Graniczna Placówka Kontrolna Straży Granicznej w Koniecznej (GPK SG w Koniecznej) w miejscowości Konieczna, została utworzona w 1995 i weszła w podporządkowanie Karpackiego Oddziału Straży Granicznej w Nowym Sączu .
Jako Graniczna Placówka Kontrolna Straży Granicznej w Koniecznej funkcjonowała do 23 sierpnia 2005 i 24 sierpnia 2005  została przekształcona na Placówkę Straży Granicznej w Koniecznej (PSG w Koniecznej).

## Ochrona granicy
2 stycznia 2003 GPK SG w Koniecznej przejęła wraz z obsadą etatową pod ochronę odcinek granicy państwowej po rozformowanej strażnicy SG w Gładyszowie (SSG w Gładyszowie).
W 2005 GPK SG w Koniecznej przejęła odcinek granicy państwowej wraz z częścią obsady etatowej po rozformowanej strażnicy SG w Wysowej-Zdroju. Celem takich działań było dostosowanie funkcjonowania straży granicznej do wymogów unijnych.

### Podległe przejście graniczne
- Konieczna-Becherov (drogowe).